# When I Grow Up (To Be a Man)
A When I Grow Up (To Be a Man) a Beach Boys dala, Brian Wilson és Mike Love szerzeménye, amely a Beach Boys Today! albumon jelent meg 1965-ben, azt megelőzően pedig 1964 őszén kislemezen, a B-oldalon a "She Knows Me Too Well" című dallal.
A fiatalság örömeit megéneklő korábbi Beach Boys-dalok után drámai váltásnak tűnt egy öregedéssel foglalkozó dal megjelentetése, de nem csak a téma volt szokatlan az 1964-es popslágerek többségéhez viszonyítva: a dal egészén végigvonuló kvázi-pszichedelikus csembaló és a bizarr módon összetett dobképletek meghökkentően előremutatóak, s a Beach Boys egyik legidőtállóbb dalává teszik a "When I Grow Up"-ot.

## Helyezések
| Helyezések (1964)       | Legmagasabb Pozíció |
| ----------------------- | ------------------- |
| U.S. Billboard Hot 100  | 9                   |
| Cash Box                | 7                   |
| Kanadai Kislemez Lista  | 1                   |
| Ausztrál Kislemez Lista | 20                  |
| UK Kislemez Lista       | 27                  |

## Külső hivatkozások
- A Beach Boys az "I Get Around"-ot és a "When I Grow Up (To Be A Man)-t játssza a Ready, Steady, Go! TV-műsorban, 1964-ben